# Louis Potheau
Louis Adrien Potheau (Meudon, 14 de agosto de 1870 — Vaison-la-Romaine, 18 de fevereiro de 1955) foi um velejador francês, medalhista olímpico. Ele competiu nos Jogos Olímpicos de Verão de 1908 na classe 6 Metre e conquistou a medalha de bronze na disputa a bordo do Guyoni com Henri Arthus e Pierre Rabot. Ele foi o capitão da embarcação que participou desta competição.